# Eduard Strauss II.
Eduard Leopold Maria Strauss (24. března 1910 – 6. dubna 1969) byl rakouský dirigent, jehož dědeček byl Eduard Strauss I. a jehož strýc Johann Strauss III.
Zapsal se na Univerzitu hudebních a dramatických umění ve Vídni a kompozici se učil u Franze Schmidta. Jako dirigent debutoval v roce 1949.
Navštívil Japonsko v roce 1956. Jeho dílo zde vzbudilo velkou pozornost.
V roce 1966 byl u vzniku Vídeňského orchestru Johanna Strausse.